# Штамм (телесериал)
«Штамм» (англ. The Strain) — американский фильм ужасов, премьера которого состоялась 13 июля 2014 года на телеканале FX. Сериал основан на одноимённой трилогии Гильермо Дель Торо и Чака Хогана. Оба автора написали сценарий для пилотного эпизода, а Дель Торо также выступил в роли режиссёра. Премьера сериала произошла на телевизионном фестивале ATX в Остин (Техас) в начале июня 2014 года. Карлтон Кьюз также выступил шоураннером телесериала. 19 августа 2014 сериал был официально продлён на второй сезон, состоящий из 13 серий. Премьера второго сезона состоялась 12 июля 2015 года на телеканале FX. 7 августа 2015 года сериал был официально продлён на третий сезон, состоящий из 10 серий. Премьера третьего сезона состоялась 28 августа 2016 года на телеканале FX. 27 сентября 2016 года сериал был продлён на заключительный четвёртый сезон. Премьера финального четвёртого сезона состоялась 16 июля 2017 года на телеканале FX. Заключительная 46-я серия вышла в эфир 17 сентября 2017 года.
Премьера первого сезона в России состоялась на телеканале НСТ 2 января 2016 года в 20:00. Без перерывов были показаны все 13 серий первого сезона. Премьера второго сезона в России состоялась на НСТ 13 июня 2016 года в 15:40. Непрерывно были показаны все 13 серий второго сезона. Премьера 3-го сезона на канале НСТ — 2 января 2017 года. Также непрерывно показаны все 10 серий третьего сезона.

## Сюжет
Пассажирский самолет из Германии приземляется в аэропорту Джона Кеннеди с выключенным светом и запертыми дверьми. Эпидемиолог Эфраим Гудвезер и его команда исследуют воздушное судно на предмет биологической угрозы. На борту они обнаруживают трупы 206 пассажиров и четверых выживших, которые не помнят, что с ними произошло. И без того напряженная ситуация обостряется, когда тела умерших начинают загадочно исчезать из моргов. Гудвезер и небольшая группа его соратников пытаются бороться с древней угрозой, чтобы спасти не только себя и своих близких, но и весь Нью-Йорк.

## Персонажи

### Протагонисты
- Эфраим (Эф) Гудвезер — глава эпидемиологической группы быстрого реагирования Центра по контролю и профилактики заболеваний США «Канарейка» в Нью-Йорке, отец Зака. В рамках своих полномочий боролся со вспышками инфекционных заболеваний в разных странах. Сложная и чрезвычайно ответственная работа развила в Гудвезере склонность к трудоголизму и ургентной зависимости, что стало главной причиной распада его первой семьи. Другой серьезной проблемой доктора является злоупотребление алкоголем, из-за которого он был вынужден проходить реабилитационную программу АА. С первых серий Гудвезер и его команда расследуют вспышку неизвестного заболевания с отличительными чертами вампиризма[15], которая началась с прибытия подозрительного самолета из ФРГ. Как медик и эпидемиолог, Эф скептически относится к сверхъестественному и воспринимает вампиризм как биологический штамм, который можно победить с помощью научных разработок. Играет важную роль в борьбе со стригоями и их предводителями, противостоит им с помощью оружия и навыков ученого. Сложные взаимоотношения семьи Гудвезеров проходят через весь сериал. В финале четвертого сезона жертвует собой, чтобы спасти друзей и уничтожить Хозяина.
- Келли Гудвезер — школьная учительница, бывшая жена Эфа Гудвезера, мать Зака. До эпидемии выиграла у бывшего мужа судебный процесс по опеке над сыном и пыталась построить новую семью с бойфрендом Мэттом. Во время эпидемии Эфу удаётся постепенно завоевать доверие Келли, а она понимает, что всё ещё не разлюбила его. После гибели Мэтта бывшие супруги сближаются ещё больше, но окончательному воссоединению мешает заражение Келли. После обращения в стригоя она преображается и становится верной приспешницей Хозяина. Тот частично возвращает ей разум и чувства, чтобы манипулировать протагонистами через Зака. Убита Эфом в финале третьего сезона.
- Зак Гудвезер — единственный сын Эфа и Келли[16]. Сильно привязан к матери и не может простить отца за то, что тот уделял ему недостаточно внимания из-за работы. Зак вспыльчив, эгоцентричен и обнаруживает черты социопата, что более чем успешно использует Хозяин. Последний не обращает его и держит при себе как заложника на случай успешных действий протагонистов. Убийство Келли-вампирши Эфом побуждает Зака активировать бомбу, которая вызвала ядерную зиму и вампирский холокост на территории США. В финале раскаялся и уничтожил себя вместе с отцом, тело которого занял Хозяин.
- Нора Мартинес — талантливый биохимик из ЦКЗ, любовница Эфа Гудвезера. Одной из первых поверила Абрахаму Сетракяну, который заявил, что вспышка странной инфекции в Нью-Йорке вызвана вампирами. У Норы высоко развиты нравственно-гуманистические черты, она склонна сострадать не только другим протагонистам, но и заражённым. Более других её удручает убийство стригоев во имя выживания, но со временем ей удается подавить чувства и присоединиться к полноценной борьбе. Помогает Гудвезеру в разработке биологического штамма для сдерживания эпидемии. Была заражена Келли в финале второго сезона, совершила самоубийство, чтобы не обратиться в стригоя[17].
- Джим Кент — администратор ЦКЗ, друг и коллега Эфа и Норы. Помогает в расследовании эпидемии вампиризма, но становится жертвой шантажа Айхорста и Палмера, из-за чего вынужден пособничать их планам. В частности, Джим способствует беспрепятственному вывозу тела Хозяина с территории аэропорта, что играет решающую роль в начале нью-йоркской эпидемии. Супруга Кента больна тяжёлой формой рака — именно этим манипулируют злодеи. В 8-й серии Кент заражается и просит друзей о том, чтобы его убили до обращения в стригоя. Застрелен Василием Фетом[18].
- Абрахам Сетракян — бывший профессор Венского университета, армянский еврей. В молодости пережил Холокост, способности к резьбе по дереву сохранили ему жизнь в нацистском плену. В концлагере Треблинка впервые столкнулся с угрозой стригоев, много лет пытался избавить мир от зла Хозяина[19]. В старости эмигрировал в Нью-Йорк, где стал владельцем небольшого ломбарда. Благодаря сыворотке из кровяных червей (носителей штамма стригоев) Сетракян неестественно продлил свою жизнь и увеличил физическую силу, надеясь дожить до нового столкновения с Хозяином. Владеет серебряной тростью-клинком Юзефа Сарду, которую эффективно использует как оружие. Первым распознаёт появление стригоев и предупреждает о них, но ему никто не верит вплоть до массового распространения инфекции. В дальнейшем играет ключевую роль в борьбе с эпидемией, становится другом и наставником для протагонистов. В финале ценой своей жизни уничтожает опасного приспешника Хозяина и своего заклятого врага — нациста Томаса Айхорста. Изначально роль Абрахама Сетракяна досталась Джону Хёрту, который уже играл в предыдущих фильмах дель Торо, но после отснятого пилота Хёрт отказался от роли[20]. Другим кандидатом на роль был Рой Дотрис, уже игравший в нескольких рекламных роликах для первого романа[21].
- Василий Фет — нью-йоркский дератизатор, выходец из интеллигентной семьи, эмигрировавшей в США из советской Украины. Фамилия Фета ранее звучала как Фетровский, но отец сменил её из-за преступления деда — тот служил охранником в концлагере и был разоблачен через 10 лет после войны. Изначально Василий должен был стать архитектором, но бросил учёбу и пошёл своим путём, что стало причиной конфликта с отцом. Обожает родной Нью-Йорк и прекрасно знает его историю. Одним из первых обнаруживает стригоев и присоединяется к их истреблению[22][23]. Высокий и физически развитый, Фет обаятелен, добродушен и не лишен чувства юмора. Более других сближается с Сетракяном, встречается с Датч Уэлдерс. Персонаж был изначально создан для друга Дель Торо Рона Перлмана[24].
- Датч Уэлдерс — одарённая хакерша, накануне эпидемии обрушивает Интернет по заданию миллиардера Элдрича Палмера, не понимая истинных целей своего заказчика. Когда узнала о существовании стригоев и своей роли в их планах по захвату Нью-Йорка, раскаялась и перешла на сторону протагонистов в их борьбе против Хозяина. Обладая бунтарским и воинственным нравом, Датч вместе с Фетом успешно противостоит вампирам в городских боях. Также она с готовностью помогает протагонистам, если дело касается компьютеров и электроники. Темпераментная Уэлдерс тяжело переживает разрыв со своей возлюбленной Никки и оказывается в любовном треугольнике между Гудвезером и Фетом. В конце сериала по-дочернему привязывается к профессору Сетракяну.
- Августин (Гас) Элисальде — молодой мексиканец из неблагополучной семьи, отсидевший в колонии для несовершеннолетних за грабежи. После выхода ввязывается в сделку с Айхорстом, и, не зная о последствиях, помогает ему доставить саркофаг с телом Хозяина в секретное убежище. Получив щедрую оплату, Гас пытается устроить свою жизнь, но его планам мешает вторжение стригоев[25]. Благодаря хорошим физическим данным бывший бандит успешно противостоит стригоям и в конечном счёте примыкает к протагонистам. Болезненно переживает гибель любимой матери и своего друга, Анхеля Уртадо.
- Анхель Гусман Уртадо — бывший мексиканский рестлер, известный под псевдонимом Серебряный Ангел, герой одноимённой серии низкобюджетных кинофильмов. Из-за травмы ноги был вынужден оставить рестлинг, до эпидемии работает посудомойщиком в ресторане индийской кухни. Детский кумир Августина Элисальде, в ходе противостояния стригоям становится его напарником и другом. В 35-й серии героически погибает вместе с Джастин Феральдо.
- Джастин Феральдо — член совета Статен-Айленда, решительный и целеустремлённый политик. Возглавляет успешную кампанию по борьбе со стригоями и оборону Нью-Йорка на этапе их массового вторжения. Для защиты города вооружает жителей и использует отряды заключенных. Действия Джастин превращают её в популярного народного лидера, но богатые и влиятельные граждане во главе с мэром Лайлом испытывают неприязнь к её методам. После упорной борьбы с растущими полчищами заражённых стратегия Феральдо терпит поражение. В 35-й серии она заражается червём и погибает при попытке вырваться из захваченного вампирами города. Вместе с Джастин умирает и её верный соратник, офицер полиции Фрэнк Ковальски.
- Куинлан — получеловек-полустригой (дампир), дитя женщины, заражённой Хозяином. В сериале носит прозвища Рождённый и Инвиктус (лат. invictus — «непобедимый»). Несравненный воитель, Куинлан преследует Хозяина со времён Древнего Рима. Тот, в свою очередь, считает Рождённого своим несостоявшимся сыном и презирает за предательство собственного рода. Куинлан обладает силой и ловкостью высших стригоев, но его укус неспособен обращать. Несмотря на свою сущность, Инвиктус обладает благородным нравом и гуманностью, не свойственной стригоям. Вскоре после своего появления в сериале он становится самым сильным союзником протагонистов в их борьбе против Хозяина. В этой борьбе Куинлан не щадит себя, поскольку убежден, что смерть Хозяина должна привести к его собственной гибели. В финале четвёртого сезона приносит себя в жертву, чтобы пленить и уничтожить своего создателя.

### Антагонисты
- Элдрич Палмер — американский миллиардер и филантроп, глава могущественной корпорации The Stoneheart Group. Благотворительность Палмера является ширмой: на самом деле он мечтает заполучить бессмертие и абсолютную власть. Болезненный и дряхлый, он не считается со средствами для поддержания своего здоровья. В молодости Элдрич познакомился с Сетракяном и Айхорстом и переметнулся на сторону последнего, когда Хозяин пообещал ему помощь в достижении заветных целей. Длительное время тайно пособничает захвату Нью-Йорка стригоями, используя свои обширные связи и ресурсы. В финале третьего сезона Палмер раскаивается и переходит на сторону протагонистов, но его тело присваивает себе Хозяин[26].
- Томас Айхорст — бывший штандартенфюрер СС, комендант нацистского концлагеря Треблинка, в котором содержался Абрахам Сетракян[26]. Был обращён Хозяином в конце войны, после чего стал его правой рукой. Один из главных и наиболее опасных антагонистов сериала, Айхорст склонен к манипулированию, садизму и издевательству над своими противниками. Заклятый враг профессора Сетракяна; их физическая и интеллектуальная дуэль продолжается более 60 лет. Несмотря на гибель Третьего Рейха, убеждения Айхорста не особенно изменились. Хозяин заменил ему фюрера, а полчища стригоев — армии, способные завоевать мир. Как и в годы войны, он продолжает обращаться к Абрахаму по его лагерному номеру А230385, чтобы вызывать у того болезненные воспоминания. В финале сериала уничтожен Сетракяном.
- Габриэль Боливар — эпатажный рок-певец, звезда готической сцены Нью-Йорка. До обращения вёл разгульную жизнь, имел проблемы с алкоголем и наркотиками. Оказался в числе 206 заражённых Хозяином пассажиров самолёта, с которых началась эпидемия вампиризма в Нью-Йорке. Незадолго до начала эпидемии должен был провести концерт, посвящённый солнечному затмению. Постеры с Боливаром можно заметить на протяжении всего сериала, его музыку слушает Зак. После превращения в стригоя Боливар становится одним из ближайших подручных Хозяина, а в дальнейшем — сосудом для его сущности. В 29-й серии был обезглавлен Куинланом[27].
- Хозяин — древний стригой, один из семи изначальных вампиров. Его устремления разошлись со скрытным образом жизни остальных Древних, когда он решил поработить человечество. Хозяин является причиной эпидемии, охватившей Нью-Йорк, и главным антагонистом сериала. Это могущественное и бесчеловечное существо, которое практически невозможно победить в бою. Помимо невероятной физической силы и скорости, Хозяин может управлять другими стригоями, возвращать или отбирать их разум, видеть и говорить через них. Его плазма способна исцелять от тяжёлых болезней, но лишь временно, что делает зависимым того, кто её попробует. Также Хозяин умеет издавать парализующий крик и помещать свою сущность в чужое тело, чем неоднократно пользуется. В начале сериала он использует тело польского аристократа-исполина Юзефа Сарду, затем переходит в Габриэля Боливара, Элдрича Палмера и Эфа Гудвезера. Тела-сосуды со временем деформируются, обретая все более безобразный вид, характерный для стригоев. Протагонисты не раз сталкиваются с происками Хозяина и с ним самим в открытом бою. Лишь в конце четвёртого сезона его удаётся уничтожить ядерным взрывом.

## Актёры и роли

### Главные роли
| Кори Столл                          | Эф Гудвезер               | 13 | 13 | 10 | 9  | 45 |
| Дэвид Брэдли                        | Абрахам Сетракян          | 13 | 13 | 9  | 6  | 41 |
| Миа Маэстро                         | Нора Мартинес             | 13 | 13 |    |    | 26 |
| Кевин Дюранд                        | Василий Фет               | 10 | 13 | 10 | 8  | 42 |
| Джонатан Хайд                       | Элдрич Палмер / Хозяин    | 8  | 11 | 6  | 7  | 32 |
| Рихард Заммель                      | Томас Айхорст             | 11 | 12 | 9  | 7  | 39 |
| Шон Астин                           | Джим Кент                 | 8  | 1  |    |    | 9  |
| Джек Кеси                           | Габриэль Боливар / Хозяин | 6  | 7  | 2  |    | 15 |
| Натали Браун                        | Келли Гудвезер            | 6  | 8  | 7  | 2  | 23 |
| Мигель Гомес                        | Августин Элисальде        | 9  | 8  | 6  | 6  | 29 |
| Бен Хайленд (1 сезон) / Макс Чарльз | Зак Гудвезер              | 9  | 11 | 6  | 6  | 32 |
| Рута Гедминтас                      | Датч Велдерс              | 6  | 10 | 8  | 7  | 31 |
| Руперт Пенри-Джонс                  | Куинлан                   |    | 6  | 9  | 8  | 23 |
| Саманта Мэтис                       | Джастин Феральдо          |    | 8  | 5  |    | 13 |
| Хоакин Косио                        | Анхель Гусман Уртадо      |    | 6  | 5  |    | 11 |
| Всего эпизодов                      | Всего эпизодов            | 13 | 13 | 10 | 10 | 46 |

### Второстепенный состав
| Робин Аткин Даунс    | голос Хозяина            | 8  | 7  | 4  | 8  | 27 |
| Робер Майе           | Юсеф Сарду / Хозяин      | 8  | 3  |    | 2  | 13 |
| Роджер Р. Кросс      | Реджи Фитцуильям         | 8  | 4  |    |    | 12 |
| Джейми Гектор        | Алонсо Крим              | 2  | 4  |    | 4  | 10 |
| Кэс Анвар            | Санджай Десай            |    |    | 4  | 6  | 10 |
| Дэниел Каш           | доктор Эверетт Барнс     | 6  | 3  |    |    | 9  |
| Лиззи Брошере        | Коко Маршан              |    | 9  |    |    | 9  |
| Паулино Нуньес       | Фрэнк Ковальски          |    | 5  | 4  |    | 9  |
| Дьюшэйн Уильямс      | Маркус                   |    | 3  |    | 6  | 9  |
| Адриана Барраса      | Гуадалупе Элисальде      | 4  | 1  | 3  |    | 8  |
| К. К. Коллинз        | Дэниэль Роман            |    |    |    | 8  | 8  |
| Джим Уотсон          | молодой Абрахам Сетракян | 4  | 2  | 1  |    | 7  |
| Энн Бетанкорт        | Мариела Мартинес         | 6  |    |    |    | 6  |
| Дрю Нельсон          | Мэтт Сейлс               | 6  |    |    |    | 6  |
| Даг Джонс            | один из семи древних     | 1  | 2  | 3  |    | 6  |
| Рон Кэнада           | мэр Джордж Лайл          |    | 6  |    |    | 6  |
| Энджел Паркер        | Алекс Грин               |    |    |    | 6  | 6  |
| Стивен Макхэтти      | Вон                      | 3  | 2  |    |    | 5  |
| Николай Вич          | Ансель Барбур            | 5  |    |    |    | 5  |
| Джоселин Худон       | Эбби                     |    |    |    | 5  | 5  |
| Педро Мигель Арсе    | Феликс                   | 4  |    |    |    | 4  |
| Инга Кадранел        | Инга                     | 4  |    |    |    | 4  |
| Фрэнсис Капра        | Криспин Элисальде        | 4  |    |    |    | 4  |
| Лесли Хоуп           | Джоан Лусс               | 4  |    |    |    | 4  |
| Никола Коррейя-Дамуд | Никки                    | 1  | 3  |    |    | 4  |
| Джессика Салгейро    | Шерри                    | 1  |    |    | 3  | 4  |
| Сугит Варухесе       | Нарен Гапта              |    | 4  |    |    | 4  |
| Парвин Каер          | Аанья Гапта              |    | 4  |    |    | 4  |
| Рон Ли               | Харрисон МакГивер        |    | 4  |    |    | 4  |
| Дуэйн Мерфи          | Шон Данкан               |    |    | 4  |    | 4  |
| Глен Гулд            | Бен                      |    |    |    | 4  | 4  |
| Рона Митра           | Шарлотта                 |    |    |    | 4  | 4  |
| Рейнбоу Фрэнкс       | Джейсон Грин             |    |    |    | 4  | 4  |
| Реджина Кинг         | Руби Вэйн                | 3  |    |    |    | 3  |
| Стивен Маккарти      | Гэри Арнот               | 3  |    |    |    | 3  |
| Изабель Нелисс       | Эмма Арнот               | 3  |    |    |    | 3  |
| Алекс Пакстон-Бисли  | Энн-Мария Барбур         | 3  |    |    |    | 3  |
| Джонатан Потс        | капитан Дойл Редферн     | 3  |    |    |    | 3  |
| Мария Рикосса        | сенатор Маргарет Пирсон  | 3  |    |    |    | 3  |
| Сония Ананд          | Вхайни Гапта             |    | 3  |    |    | 3  |
| Бренда Базинет       | Паулина МакГивер         |    | 3  |    |    | 3  |
| Ли Тергесен          | офицер Тарди             |    |    | 3  |    | 3  |
| Майкл Ревентар       | Рауль                    |    |    |    | 3  | 3  |
| Всего эпизодов       | Всего эпизодов           | 13 | 13 | 10 | 10 | 46 |

### Гостевой состав
| Чарли Галлант   | молодой Элдрич Палмер      |    | 2  | 1  |    | 3  |
| Дамир Андрей    | Василий Фет                | 1  |    | 1  |    | 2  |
| Адина Версон    | Мириам Сетракян            | 1  | 1  |    |    | 2  |
| Мелани Меркоски | Сильвия Кент               | 2  |    |    |    | 2  |
| Джеффри Р. Смит | доктор Беннетт             | 2  |    |    |    | 2  |
| Ким Робертс     | Нива                       | 2  |    |    |    | 2  |
| Кэтлин Шелфант  | бабушка Абрахама Сетракяна | 1  | 1  |    |    | 2  |
| Кевин Ханчард   | Кёртис Фитцуильям          |    | 2  |    |    | 2  |
| Дэвид Шал       | Радьярд Фонеску            |    | 2  |    |    | 2  |
| Том Кемп        | кардинал Макнамара         |    | 2  |    |    | 2  |
| Мими Кузык      | мама Никки                 |    | 2  |    |    | 2  |
| Найджел Беннетт | доктор Драверхейвен        |    | 1  | 1  |    | 2  |
| Аарон Лазар     | Крофт                      |    |    | 2  |    | 2  |
| Америка Оливо   | капитан Кейт Роджерс       |    |    | 2  |    | 2  |
| Ханна Нью       | Луиза                      |    |    |    | 2  | 2  |
| Супиндер Врайх  | Села Десай                 |    |    |    | 2  | 2  |
| Эндрю Дивофф    | Питер Бишоп                | 1  |    |    |    | 1  |
| Всего эпизодов  | Всего эпизодов             | 13 | 13 | 10 | 10 | 46 |

## Производство

### Создание серии романов
Дель Торо изначально задумал свой роман «Штамм» как телесериал, но не мог найти финансовую поддержку. Его агент предложил ему создать серию романов. Дель Торо предложил соавторство Хогану в серии романов, объяснив это тем, что умеет писать короткие рассказы и сценарии, но не романы. Хоган согласился работать над проектом, прочитав лишь первые 1,5 страницы. Оба автора сотрудничали первый год имея лишь устные договорённости. У них не было совместного договора на издательство рукописи. Первая книга из серии романов «Штамм» была представлена в 2009 году. Следующей книгой в 2010 году стал «Закат», а в 2011 — «Вечная Ночь».

### Создание телесериала
После того как была опубликована первая книга из серии романов, телеканалы и телевизионные студии стали предлагать авторам продать права на экранизацию его произведение как фильма или телесериала. Но Дель Торо и Хоган решили не начинать экранизацию романа, пока не выйдут все книги. После того, как последняя книга была издана, авторы обсудили проект с каждой телевизионной компанией, которая выразила интерес к производству сериала. FX был выбран, как самый подходящий для работы над шоу. Телеканал хотел снять сериал как можно ближе к первоисточнику. Также было принято решение, что сериал будет иметь концовку и состоять из трёх, максимум пяти сезонов. Дель Торо сообщил, что два первых романа могут быть экранизированы в двух первых сезонах, по сезону на книгу, а заключительная часть трилогии может быть разбита на 2 или 3 сезона. В зависимости от загруженности Дель Торо постарается быть режиссёром максимального количества эпизодов. Ещё до официального объявления о проекте сценарий был написан группой авторов, а после переписан лично Дель Торо. Президент телеканала FX Джон Ландграф сообщил, что сериал будет состоять из «39–65 эпизодов».
FX заказал 13 эпизодов первого сезона 19 ноября 2013 года, а трансляция телесериала началась в июле 2014 г.

### Съёмки
Начало съёмок пилотного эпизода состоялось 17 сентября 2013 г. в городе Торонто, Канада, (где Дель Торо снял свой предыдущий фильм, «Тихоокеанский рубеж»). Съёмки пилотного эпизода окончились 31 октября. После заказа полного сезона было принято решение о съёмках всех эпизодов с 25 ноября 2013 г. по 30 апреля 2014 г. FX объявил, что потратил 500 000 долл. США на создание различных монстров.

### Музыка
Музыка для сериала написана Рамином Джавади, с которым Дель Торо работал над фильмом «Тихоокеанский рубеж».

## Список эпизодов
| Сезон | Сезон | Эпизоды | Эпизоды | Оригинальная дата показа | Оригинальная дата показа |
| Сезон | Сезон | Эпизоды | Эпизоды | Премьера сезона          | Финал сезона             |
| ----- | ----- | ------- | ------- | ------------------------ | ------------------------ |
|       | 1     | 13      | 13      | 13 июля 2014             | 5 октября 2014           |
|       | 2     | 13      | 13      | 12 июля 2015             | 4 октября 2015           |
|       | 3     | 10      | 10      | 28 августа 2016          | 30 октября 2016          |
|       | 4     | 10      | 10      | 16 июля 2017             | 17 сентября 2017         |

## Отзывы
В целом сериал получил положительные отзывы. Так, на сайте Metacritic он имеет рейтинг 72 из 100, основанный на 37 рецензиях. Также сериал имеет 86% «Certified Fresh» рейтинг со средним баллом 7,5 из 10 согласно рецензиям сайта Rotten Tomatoes.